# Ornithidium sanaense
Ornithidium sanaense là một loài thực vật có hoa trong họ Lan. Loài này được (D.E.Benn. & Christenson) Senghas mô tả khoa học đầu tiên năm 2001.